# Симагина-Мелешина, Ирина Александровна
Ирина Александровна Мелешина (в дев. Симагина; 25 мая 1982, Рязань) — российская прыгунья в длину. Заслуженный мастер спорта России. Серебряный призёр Игр XXVIII Олимпиады 2004 года в Афинах (7,05). Бронзовый призёр чемпионата мира в помещении 2008 года (6,88).

## Личные рекорды
|                    | Длина  | Место     | Дата            |
| Открытые площадки  | 7.27 м | Тула      | 31 июля 2004    |
| Закрытые помещения | 6.96 м | Стокгольм | 21 февраля 2008 |

## Награды
- Медаль Ордена «За заслуги перед Отечеством» II степени — За большой вклад в развитие физической культуры и спорта, высокие спортивные достижения на Играх XXVIII Олимпиады 2004 года в Афинах[1]